# Zlatý kompas
Zlatý kompas (též Světla severu, v anglickém originále Northern Lights) je první díl trilogie Jeho temné esence od anglického spisovatele Philipa Pullmana.
Podle knihy byl v roce 2007 natočen stejnojmenný film Zlatý kompas.

## Obsah
Děj se odehrává ve světě sice podobném našemu, ale přece se od něj lišícím - např. každý člověk má svého daemona jako součást duše. Hlavní hrdinkou je Lyra, která se svým strýcem lordem Asrielem (později se dozví, že je to její otec) bydlí na Jordánské koleji v Oxfordu. Oxford v té době trápí Magistrium - výkonná moc a Vrahouni - unašeči dětí. Jednoho dne přijede k Lyře paní Coulterová, která zve Lyru do Londýna jako svoji asistentku. Kvůli vyšším zájmům rektor odjezd dovolí, ale před odjezdem Lyře dá alethiometr - zlatý kompas neboli měřič pravdy.
V Londýně Lyra zjistí, že lady Coulterová řídí Vrahouny a okamžitě z bytu uteče. Ze spárů Vrahounů ji zachrání Romuni, mořský národ. S Romuny Lyra pluje na sever, v přístavu v Trollesundu se seznámí s divoženkou Serafinou Pekkalou, vzduchoplavcem Lee Scoresbym a medvědem Iorkem Byrnisonem. Na severu Lyru unesou Samojedi, kteří ji odvlečou do Bolvangaru - místu, kam Vrahouni odnášejí děti a místu, kde pracovníci oddělují člověka od daemona kvůli Prachu - Prachu, který spojuje světy. Zde se Lyra setká s paní Coulterovou, která jí řekne, že je její matka, a uteče. Potom se Lyra setká s Romuny, nasedne spolu s Iorkem na vzducholoď Scoresbyho a odletí. Po cestě se Lyra ztratí a dopadne jako zajatec medvědího krále, Iofura Raknisona. Po osudovém boji Iorka a Iofura se Lyra dostane ke svému otci Asrielovi, který utekl před Magisteriem na sever. Co ale Lyra nečeká je, že další den se otec sebere a pomocí uvolněné energie z rozdělení jednoho z Lyřiných kamarádů (Rogera) od daemona vstoupí do jiného světa. Lyra se rozhodne, že půjde také.